# Helíades
Els Helíades i les Helíades (en grec antic: Ἡλιάδες) són els fills i les filles d'Hèlios, el Sol.
D'una banda, els helíades, tenen com a mare la nimfa Rode, epònima de l'illa de Rodes. Eren set: Actis, Càndal, Cèrcaf, Màcar, Òquim, Tènages i Tríopas. Tots eren experts astròlegs que van sobresortir en aquesta ciència sobretot entre els homes del seu temps. Actis i Tríopas, gelosos del seu germà Tènages, el van assassinar. Després van fugir a Lesbos, i després a Cos, més tard a Egipte i encara a Cària. Òquim i Cèrcaf es van quedar a Rodes. Òquim era el més gran, va prendre el poder i va ser rei de l'illa. Es va casar amb la nimfa Hegetòria, amb qui va tenir una filla, Cidipe. Aquesta filla es va casar amb Cèrcaf, el seu oncle, que va heretar el tron i va succeir el seu germà. Cèrcaf i Cidipe van tenir tres fills, Ialis, Lindos i Camir, que més endavant es van repartir el país i van fundar les ciutats homònimes.
D'altra banda es troben les helíades filles de l'oceànide Clímene. Hi ha discrepàncies sobre el seu nombre i els noms de cadascuna, però generalment s'accepta que són tres, anomenades Faetusa, Febe i Lampècia. Quan es considera que són cinc, els seus noms són: Mèrope, Hèlia, Febe, Etèria i Dioxipe (o Lampècia). Després de la mort del seu germà Faetont, van anar a les riberes de l'Erídan, on era enterrat, i el ploraren desconsoladament. Els déus les van transformar en salzes i les seues llàgrimes esdevingueren reïna, que en endurir-se donà origen a l'ambre. També es diu que la seva transformació va ser un càstig de Zeus, ja que van ser elles les que van donar els cavalls i el carro d'Hèlios al seu germà Faetont, i van provocar indirectament la catàstrofe.